# گاو خشمگین
گاو خشمگین (به انگلیسی: Raging bull) فیلمی است در ژانر درام ورزشی به کارگردانی مارتین اسکورسیزی و تهیه کنندگی رابرت چارتوف که بر اساس زندگی جیک لاموتا مشت‌زن معروف آمریکایی ساخته شده‌است. این فیلم محصول سال ۱۹۸۰ کمپانی آمریکایی یونایتد آرتیستس است.
فیلمنامه فیلم را پل شریدر و مادریک مارتین بر اساس کتاب گاو خشمگین: داستان من که زندگی‌نامه جیک لاموتا، مشت‌زن میان وزن آمریکایی است، نوشته‌اند.
رابرت دنیرو سفارش ساخت این فیلم را به مارتین اسکورسیزی داد که در آن زمان به دلیل عدم موفقیت فیلم قبلی‌اش نیویورک، نیویورک مأیوس بود.
دنیرو برای بازی بهتر در نقش لاموتا چند جلسه با او تمرین مشت‌زنی کرد و برای بهتر نشان دادن وضعیت بدنی لاموتا پس از دوران افول و قرار گرفتن در نقش، وزن خود را حدود ۳۰ کیلوگرم زیاد کرد.
این فیلم به نظر بیشتر صاحب نظران بهترین فیلم مارتین اسکورسیزی و یکی از بهترین فیلم‌های تاریخ سینما محسوب می‌شود.
راجر ایبرت منتقد معروف از این فیلم بسیار تعریف و تمجید کرد و این فیلم را یکی از ۱۰ فیلم برتر عمر خود خواند و فرانسیس فورد کاپولا نیز این فیلم را یکی از ۱۰ فیلم برتر عمر خود خواند.
بازی رابرت دِنیرو در نقش جیک لاموتا با تحسین منتقدین همراه شد و برای او اسکار و گلدن گلوب و جایزه حلقه منتقدان نیویورک و انجمن منتقدان و هچنین نامزدی بفتا را بدست آورد.
این فیلم همچنین در رای‌گیری بنیاد فیلم آمریکار در ۱۰ فیلم برتر تاریخ در ۱۰ ژانر در فهرست ۱۰ فیلم برتر ورزشی رتبه اول را کسب کرد.
این فیلم همچنین در ۱۰۰ سال ۱۰۰ فیلم به انتخاب بفتا در رتبه ۴ و در ۱۰۰ فیلم هیجانی در رتبه ۵۱ و در ۱۰۰ فیلم محبوب سینما به انتخاب  هالیوود ریپوتر در در رتبه ۶۵ قرار گرفته‌است.

## بازیگران
- رابرت دنیرو (جیک لاموتا)
- کتی موریارتی (ویکی تایلر لاموتا)
- جو پشی (جویی لاموتا)
- فرانک وینسنت (سالوی بتز)
- نیکلاس کلسانتو (تامی کومو)
- ترزا سالدانا (لنور لاموتا)

## داستان
در سال ۱۹۴۱، جیک لاموتا، بوکسور جوان و نوظهور میان‌وزن، پس از یک تصمیم جنجالی، اولین شکست خود را به جیمی ریوز متحمل می‌شود. برادر جیک، جویی، در مورد شانس کسب عنوان قهرمانی میان‌وزن با یکی از آشنایان مافیایی خود، سالوی بتس، صحبت می‌کند، اما جیک بارها کمک مافیا را رد می‌کند و می‌خواهد قهرمانی را به روش خودش به دست آورد.
جیک در استخری در محله برانکس، دختری پانزده ساله به نام ویکی را می‌بیند. او در نهایت با او رابطه برقرار می‌کند، اگرچه او قبلاً ازدواج کرده و ویکی زیر سن قانونی است. در سال ۱۹۴۳، جیک، شوگر ری رابینسون را شکست می‌دهد و سه هفته بعد دوباره با او مسابقه می‌دهد. با وجود اینکه جیک در طول مسابقه بر رابینسون غلبه می‌کند، داوران به طرز شگفت‌آوری به نفع رابینسون رأی می‌دهند.

## جوایز
- برنده جایزه اسکار بازیگر نقش اول مرد برای رابرت دنیرو
- برنده جایزه اسکار تدوین برای تلما شونمیکر
- نامزد جایزه اسکار بازیگر نقش مکمل مرد برای جو پشی
- نامزد جایزه اسکار بازیگر نقش مکمل زن برای کتی موریارتی
- نامزد جایزه اسکار فیلم‌برداری برای مایکل چاپمن
- نامزد جایزه اسکار کارگردانی برای مارتین اسکورسیزی
- نامزد جایزه اسکار بهترین فیلم
- نامزد جایزه اسکار صدابرداری برای دونالد میچل، بیل نیکلسون، دیوید کیمبال، لس لازارویتز
- برنده جایزه گلدن گلوب بازیگر نقش اول مرد برای رابرت دنیرو
- برنده جایزه حلقه منتقدان فیلم نیویورک بازیگر نقش اول مرد برای رابرت دنیرو
- نامزد جایزه بفتا بازیگر نقش اول مرد برای رابرت دنیرو
- برنده جایزه بورد ملی نقد بازیگر نقش اول مرد برای رابرت دنیرو
- برنده جایزه انجمن منتقدان فیلم لس آنجلس بازیگر نقش اول مرد برای رابرت دنیرو
- برنده جایزه انجمن منتقدان فیلم بوستون بازیگر نقش اول مرد برای رابرت دنیرو